# Pascal Boyer
Pour les articles homonymes, voir Boyer.
 (janvier 2023).
La mise en forme du texte ne suit pas les recommandations de Wikipédia : il faut le « wikifier ».
Les points d'amélioration suivants sont les cas les plus fréquents. Le détail des points à revoir est peut-être précisé sur la page de discussion.
- Les titres sont pré-formatés par le logiciel. Ils ne sont ni en capitales, ni en gras.
- Le texte ne doit pas être écrit en capitales (les noms de famille non plus), ni en gras, ni en italique, ni en « petit »…
- Le gras n'est utilisé que pour surligner le titre de l'article dans l'introduction, une seule fois.
- L'italique est rarement utilisé : mots en langue étrangère, titres d'œuvres, noms de bateaux, etc.
- Les citations ne sont pas en italique mais en corps de texte normal. Elles sont entourées par des guillemets français : « et ».
- Les listes à puces sont à éviter, des paragraphes rédigés étant largement préférés. Les tableaux sont à réserver à la présentation de données structurées (résultats, etc.).
- Les appels de note de bas de page (petits chiffres en exposant, introduits par l'outil «  Source ») sont à placer entre la fin de phrase et le point final[comme ça].
- Les liens internes (vers d'autres articles de Wikipédia) sont à choisir avec parcimonie. Créez des liens vers des articles approfondissant le sujet. Les termes génériques sans rapport avec le sujet sont à éviter, ainsi que les répétitions de liens vers un même terme.
- Les liens externes sont à placer uniquement dans une section « Liens externes », à la fin de l'article. Ces liens sont à choisir avec parcimonie suivant les règles définies. Si un lien sert de source à l'article, son insertion dans le texte est à faire par les notes de bas de page.
- La présentation des références doit suivre les conventions bibliographiques. Il est recommandé d'utiliser les modèles {{Ouvrage}}, {{Chapitre}}, {{Article}}, {{Lien web}} et/ou {{Bibliographie}}. Le mode d'édition visuel peut mettre en forme automatiquement les références.
- Insérer une infobox (cadre d'informations à droite) n'est pas obligatoire pour parachever la mise en page.

Pour une aide détaillée, merci de consulter Aide:Wikification.
Si vous pensez que ces points ont été résolus, vous pouvez retirer ce bandeau et améliorer la mise en forme d'un autre article.
Pascal Boyer est un anthropologue franco-américain. Il est à la fois directeur de recherche au CNRS en France, et professeur à l'université Washington de Saint-Louis aux États-Unis. Ses travaux sur l'anthropologie et la psychologie de la religion sont de renommée internationale.

## Biographie

### Origine et nationalité
Pascal Boyer est d'origine française et détient la double nationalité franco-américaine.

### Études et carrière universitaire
Il a étudié la philosophie et l'anthropologie à l'université Paris-Nanterre et au St John's College de l'université de Cambridge, en travaillant, avec Jack Goody, sur la mémoire des contraintes dans la transmission des lettres orales. Il a réalisé son terrain chez les Fang du Cameroun.
Son travail sur la religion, et son essai Et l'homme créa les dieux, ont fait de lui l'une des grandes figures internationales de l'anthropologie de la religion. En 2011, une bourse Guggenheim lui est décernée. Ses recherches actuelles en anthropologie et en psychologie portent sur l'évolution culturelle et la religion.
Depuis 2000, il est professeur à l'université Washington de Saint-Louis où il occupe la chaire Henry Luce. Il est également directeur de recherche au CNRS.

## Apport scientifique
Pascal Boyer étudie comment l'esprit humain est à l'origine des phénomènes culturels. Il défend l'idée que l'évolution humaine a engendré des capacités spécialisées qui guident nos relations sociales, notre culture et nos attitudes envers les croyances religieuses. Ces mécanismes cognitifs rendent l'acquisition de thèmes « religieux », comme les concepts d'esprits, de fantômes, d'ancêtres ou de dieux, hautement transmissibles dans une communauté.
D'après Le Monde, Pascal Boyer estime que le concept religieux est universel : tous les hommes, aujourd'hui ou par le passé, ont ou ont eu des croyances (dieux, ancêtres, esprits, diables, etc.), et le concept religieux ne découle pas d'inquiétudes métaphysiques mais de la mise en route de nos capacités mentales et cognitives. Ainsi, les croyances correspondent à une capacité du cerveau humain, aussi bien que la possibilité d'apprendre à peindre ou jouer de la musique. Pascal Boyer s'appuie sur des découvertes de la science, qui associe certaines activités neuronales au rapport qu'entretiennent les êtres humains à la vie, à la mort, au sexe, etc.
Boyer a mené un travail ethnographique de longue haleine sur le terrain au Cameroun, où il a étudié la transmission des épopées orales du Fang et sa religion traditionnelle. La plupart de ses travaux ultérieurs consistent en l'étude expérimentale des capacités cognitives qui sous-tendent la transmission culturelle. Il a également mené des études sur les concepts surnaturels et leur rétention dans la mémoire, ainsi qu'une description générale des processus cognitifs impliqués dans la transmission des concepts religieux. 
Il a écrit plusieurs livres, dont Et l'homme créa les dieux, qui a connu un grand succès international et est traduit dans plusieurs langues européennes,[réf. souhaitée]. Cet ouvrage a fait l'objet d'une adaptation en bande dessinée, scénarisée et illustrée par Joseph Béhé.
Boyer est l'un des pionniers dans le domaine en plein essor de l'anthropologie cognitive, au sein duquel il a fourni une nouvelle compréhension de la religion.

### Ouvrages en anglais
- Religion Explained: The Evolutionary Origins of Religious Thought (2002) Basic Books.  (ISBN 0-465-00696-5)
- Memory Mind and Culture Edited by Pascal Boyer and James V. Wertsch. New York: Cambridge University Press. 2009.
- Cognitive Aspects Of Religious Symbolism Edited by Pascal Boyer. Cambridge: Cambridge University Press. 1992.
- The Fracture of an Illusion: Science and the Dissolution of Religion. Vandenhoeck & Ruprecht August 23, 2010.
- Minds Make Societies, New Haven: Yale University Press, 2018,  (ISBN 9780300223453)

### Ouvrages en français
- Barricades mystérieuses & pièges à pensée : introduction à l'analyse des épopées fang, Société d'ethnologie, 1988.
- La religion comme phénomène naturel, Bayard, 1997, 332 p. (ISBN 978-2227137080)
- Et l'homme créa les dieux : comment expliquer la religion, Robert Laffont, 2001, 360 p. (ISBN 978-2221090466) ; réédition poche Folio essais, 2003,  (ISBN 978-2070426959)
- La fabrique de l'humanité : Comment notre cerveau explique la famille, l'économie, la justice, la religion..., Robert Laffont, 2022, 492 p. (ISBN 978-2221256794)